# کاواساکی کی‌دی‌سی-۲
کاواساکی کی‌دی‌سی-۲ (به انگلیسی: KDC-2) یک هواپیمای دوباله تک‌موتوره از گونه مسافربری و نامه‌رسانی ساخت شرکت کاواساکی در امپراتوری ژاپن بود که دو فروند از آن از آن با اصلاح هواگرد شناسایی گونه ۸۸ پدید آمد.

## طراحی و کاربرد
انجمن داوطلبان دفاع دریایی امپراتوری ژاپن ماه اکتبر سال ۱۹۲۷ به شرکت کاواساکی سفارش دو هواپیمای ترابری برای اهدا به روزنامه آساهی و استفاده برای حمل مسافر در مسیر هوایی توکیو و اوساکا داد. این شرکت با نصب صندلی در هواگرد شناسایی گونه ۸۸ نسخه مسافربری آن را پدیدآورد.
هواگرد پایه پیکربندی دوباله تک‌موتوره داشت و ساخت آن تمام‌فلزی با پوسته تنش‌دار فلزی در جلوی بدنه و پوشش پارچه‌ای در مابقی سطوح بود. کار باز طراحی را مهندس آلمانی ریشارت فوگت و توجو هیساشی انجام دادند. تغییرات ساختاری عمده‌ای در هواپیما اعمال شد که شامل کوتاه‌تر شدن بال بالایی، افزایش طول و وتر بال پایینی و مهارهای بین‌بالی N شکل بود. اتاقک چهار صندلی سرپوشیده پشت اتاقک سر باز خلبان قرار گرفت. امکان تبدیل این اتاقک برای عکس‌برداری هوایی و حمل مرسولات وجود داشت. هواپیمای حاصل می‌توانست با ارابه فرود شناور روی آب نیز بنشیند. وقتی ارابه شناور در آن نصب می‌شد سکان دُم بزرگ‌تری به‌کار می‌رفت که تا زیر بدنه می‌رفت.
دو هواپیما سفارش‌داده‌شده ماه اکتبر سال ۱۹۲۸ تکمیل شدند و «گییو شماره ۴» و «گییو شماره ۵» نام گرفتند.
این هواپیماها مدت کوتاهی در مسیر توکیو-اوساکا پرواز کردند تا این شرکت حمل‌ونقل هوایی ژاپن تأسیس شد و جای آن‌ها را در این مسیر گرفت. آساهی متعاقباً برنامه‌ای برای گردش سرتاسری دور ژاپن با این هواپیماها تنظیم کرد که از ماه ژوئیه سال ۱۹۲۹ آغاز شد. دو هواپیما در کنار هم از شهرهای شرق ژاپن بازدید کردند و سپس ماه اکتبر همان سال به نواحی غربی رفتند. از این کار برای تبلیغ هوانوردی در ژاپن استفاده شد.
پس از پایان این گردش، آساهی هواپیماها را در کارنامه‌رسانی، عکس‌برداری هوایی و ترابری معمول به‌کار گرفت. از آن‌ها در حوادث منچوری هم استفاده شد. گییو شماره ۴ ماه سپتامبر سال ۱۹۳۰ هنگام برخاستن از باند در اوساکا به شدت دچار آسیب شد. تعمیرات آن یک سال به طول انجامید. ماه ژوئن سال ۱۹۳۲ به خدمت بازگشت. مدت کوتاهی بعد وادار به فرود اضطراری در پایگاه نیروی زمینی در فوکویاما شد و دوباره صدمه جدی دید. این بار، پس از ۲۲۹ ساعت پرواز، اوراق شد.
گییو شماره ۵ به خدمت در مسیر توکیو به تویاما یا توکیو تا سندای ادامه داد. این هواپیما نیز در نهایت ماه آوریل سال ۱۹۳۵، پس از ۷۲۳ ساعت پرواز، از خدمت فعال کنار رفت و به اتحادیه هوانوردی دانشجویان برای آموزش تعلق گرفت.

## مشخصات فنی
مشخصات عمومی
- خدمه: ۱ نفر
- گنجایش: ۴ نفر
- طول: ۱۱٫۱۸ متر
- ارتفاع: ۳٫۳۹ متر
- طول بال: ۱۴٫۳ متر
- مساحت بال: ۴۸ متر مربع
- وزن خالی: ۱٬۷۴۷ کیلوگرم
- وزن بارگذاری‌شده: ۲٬۹۷۲ کیلوگرم
- بار بر بال: ۶۱٫۹ کیلوگرم بر متر مربع
- نیرومحرکه: ۱ × موتور وی‌شکل ۱۲ سیلندر ب‌ام‌و ۶ خنک شونده با آب: ۶۳۰ اسب بخار
- نسبت وزن به توان: ۵٫۸۸ کیلوگرم بر اسب بخار
- پیشران: ملخ دو تیغه چوبی

عملکرد
- حداکثر سرعت: ۱۲۰ گره (۲۲۲ کیلومتر بر ساعت) در سطح دریا
- پایاسیر: ۸۱ گره (۱۵۰ کیلومتر بر ساعت)
- سرعت اوج‌گیری: ۱٬۰۰۰ متر در ۴ دقیقه
- سقف پرواز: ۵٬۰۰۰ متر
- برد: ۶۰۰ مایل دریایی (۱٬۱۰۰ کیلومتر)
- طول پرواز: ۶ ساعت